# گنجشک بزرگ
گنجشک بزرگ (نام علمی: Passer motitensis) نام یک گونه از سرده گنجشک‌های راستین است.

## پراکندگی و زیستگاه
در جنوب آفریقا در مناطق خشک و جنگلی و شهرها یافت می شود.

## مشخصات
این یک گنجشک 15 تا 16 سانتی متری است.دارای تاج خاکستری و قسمت‌های بالایی قرمز کم رنگ است.